# Higashimiyoshi
Higashimiyoshi (jap. 東みよし町 Higashimiyoshi-chō) – miasto w Japonii, na wyspie Sikoku, w prefekturze Tokushima. Według danych na rok 2020 miejscowość zamieszkiwało 13 622 mieszkańców , a gęstość zaludnienia wyniosła 111,2 os./km².